# Shayne Pattynama
Shayne Elian Jay Pattynama (* 11. August 1998 in Lelystad) ist ein niederländisch-indonesischer Fußballspieler.

## Karriere

### Verein
Der Sohn eines indonesischen Vaters und einer niederländischen Mutter spielte in seiner Jugendzeit für den SV Lelystad '67, Ajax Amsterdam sowie beim FC Utrecht. Bei letzterem debütierte er 2017 in dessen Reservemannschaft in der zweitklassigen Eerste Divisie. Nach zwei Jahren schloss Pattynama sich dann dem Ligarivalen Telstar 1963 und wechselte im April 2021 weiter zum norwegischen Erstligisten Viking Stavanger. Dort spielte er auch sechs Partien in der Qualifikation zur UEFA Europa Conference League 2022/23. Sein Vertrag dort lief zum Jahresende 2023 aus. Anfang Februar 2024 wurde der Verteidiger durch den belgischen Erstdivisionär KAS Eupen bis zum Ende der Saison 2025/26 verpflichtet. Er bestritt dort in seiner ersten Saison 6 von 13 möglichen Ligaspielen. Die Saison endete mit dem Abstieg der KAS Eupen in die Division 1B. In der folgenden Spielzeit bestritt er 16 Zweitligaspiele. Im Sommer 2025 wechselte er nach Thailand. Hier unterschrieb er in Buriram einen Vertrag beim Erstligisten Buriram United.

### Nationalmannschaft
Nachdem er im Januar 2023 auch die indonesische Staatsbürgerschaft erhalten hatte, debütierte Pattynama am 19. Juni 2023 für dessen A-Nationalmannschaft bei einem Testspiel gegen Argentinien (0:2). Am 16. November 2023 erzielte er bei der 1:5-Niederlage in der WM-Qualifikation gegen den Irak seinen ersten Treffer für die Auswahl. Im Januar 2024 nahm er dann mit Indonesien an der Asienmeisterschaft in Katar teil und erreichte dort das Achtelfinale, wo man Australien mit 0:4 unterlag.